# Estola rufa
Estola rufa är en skalbaggsart som beskrevs av Stefan von Breuning 1940. Estola rufa ingår i släktet Estola och familjen långhorningar. Inga underarter finns listade i Catalogue of Life.